# Condado de Caroline (Virgínia)
O Condado de Caroline é um dos 95 condados do estado americano de Virgínia. A sede do condado é Bowling Green, e sua maior cidade é Bowling Green. O condado possui uma área de 1 396 km² (dos quais 16 km² estão cobertos por água), uma população de 22 121 habitantes, e uma densidade populacional de 16 hab/km² (segundo o censo nacional de 2000). O condado foi fundado em 1728. O condado faz parte da região metropolitana de Richmond.